# Gwiazdowski (herb szlachecki)
Gwiazdowski (Gwiazdowski I, Gwiazdowski II) – polski herb szlachecki z obcego nadania, odmiana herbu Leliwa.

## Opis herbu
Ostrowski wymienia dwa warianty herbu:
Gwiazdowski I (cz. Leliwa odm.): Na tarczy obramowanej złotem w polu błękitnem – nad rogami złotego półksiężyca takaż gwiazda. Nad hełmem w koronie między dwoma czarnemi skrzydłami naga panna stojąca, chustę błękitną powiewną trzymająca (bogini Fortuna z żaglem). Labry błękitne podbite złotem.
Odmiana ta miała być nadana 30 lipca 1822 pruskiej linii rodziny przy odnowieniu szlachectwa  w Prusach dla Carla Ludwiga. Herb ten miał być już wcześniej używany przez Gwiazdowskich.
Gwiazdowski II: Na tarczy ściętej w polu górnym czerwonym – trzy bełty srebrne w gwiazdę, w dolnym błękitnym – między rogami złotego półksiężyca – sześciopromienna gwiazda złota. Nad hełmem w koronie między dwoma czarnemi skrzydłami kobieta naga stojąca, powiewną chustę błękitną trzymająca. Labry błękitne podbite złotem. Odmiana poprzedniego.
Odmiana ta miała być nadana w Rosji Samuelowi Ferdynandowi.
Opisy herbów i ich przedstawione wizerunki różnią się u Ostrowskiego – na rysunkach herbów panna stoi na niebieskim globusie, czego nie zawarto w opisie. W opisie tego herbu podanym przez Seweryna Uruskiego panna (bogini Fortuna) stoi jednak na globusie, jest więc to zapewne przeoczenie.

## Najwcześniejsze wzmianki
Podług Ostrowskiego herb rodziny polskiego pochodzenia z brześciańskiego. Rodzina ta miała w XVII w. osiąść w Prusach i przybrać nazwisko Stern-Gwiazdowski.

## Rodzina Gwiazdowskich
Gwiazdowscy herbu Leliwa mieli posiadać majątki na Litwie, Pomorzu i w Inflantach. Należeć do nich miały dobra Gwiazdowo w województwie brześciańskim. W 1669 socynianin Stanisław Gwiazdowski wraz z rodziną (żoną Teresą Leszczyńską i jedynym synem Ksawerym Alojzym) miał przenieść się z Litwy do Prus, gdzie nabył małe gospodarstwo w Borowem (starostwo Szesztno). Zgermanizowani synowie Ksawerego (Johann Christian, Michael Carl) po śmierci ojca w 1745 zamiast nazwiska Gwiazdowski zaczęli już używać niemieckiego nazwiska Stern. W XVIII wieku Michael Carl był właścicielem dóbr Malinowken koło Łucka. Albert Sigismund właściciel majątku Pienkowen na Litwie. Wielu z przedstawicieli tej rodziny wybrało stan duchowny. Samuel Ferdinand, adwokat w Rydze, po potwierdzeniu szlachectwa swojej rodziny przez cesarza Rosji przyjął nazwisko Stern von Gwiazdowski (jego syn był podporucznikiem w armii pruskiej). Victor Eduard, syn Johanna Theodora wziął udział w kampanii roku 1813-14 w oddziałach ochotniczych Lützowa. Carl Ludwig Stern Gwiazdowski, syn Friedricha Wilhelma, najbardziej znany przedstawiciel tej rodziny, w armii pruskiej od 1810, jako oficer odbył kampanie 1812, 1813, 1814 i 1815 roku.  Za akcję koło Châlons-sur-Marne miał otrzymać żelazny krzyż. Od 1837 występuje już jako generał-major. 2 października 1822 Carl Ludwig otrzymał odnowienie szlachectwa w Prusach oraz pomnożenie i zmianę herbu. N., kapitan w wojsku pruskim wzmiankowany jest w 1852. W 1938 roku bracia Vladimir i Nikolai, synowie Johanna Theodora Leona, zostali aresztowani, skazani na śmierć przez NKWD i rozstrzelani w Leningradzie. Potomkowie tej rodziny żyją dziś w Niemczech.

## Herbowni
Jedna rodzina herbownych:
Gwiazdowski, Stern, Stern von Gwiazdowski.